# José Comas y Solá
José Comas Solá (Barcelona, 17 de diciembre de 1868-2 de diciembre de 1937) fue un astrónomo español.

## Trabajos de juventud
De siempre mostró una gran predilección por los estudios científicos. Tenía 15 años cuando estudió un meteorito que cayó cerca de Tarragona, publicando el resultado de su búsqueda en la revista Astronomie. También de joven realizó algunos trabajos de un eclipse lunar y del enjambre meteórico de las Andromédides de noviembre de 1885.
En 1886 comienza los estudios de física y matemáticas en la Universidad de Barcelona, hasta obtener la licenciatura, y nada más terminar la carrera inició sus investigaciones astronómicas.
En 1890 comenzó sus observaciones de Marte con un anteojo Bardou de 108 mm cuyo resultado fue la confección de un mapa de este planeta, que presentó a la Real Academia de Ciencias y Artes de su ciudad natal. Con este pequeño telescopio estudió también Júpiter, Saturno y el Sol.
Hay que destacar que Comas se opuso a la corriente liderada por el astrónomo estadounidense Percival Lowell que proponía la existencia de canales que atravesaban la superficie del planeta Marte.
Fue astrónomo del Observatori Català de San Felíu de Guixols (Gerona) desde 1895 a 1897, realizando un viaje de estudios a Italia y a Sicilia dos años más tarde, visitando los principales observatorios y los volcanes Vesubio y Etna.

## Eclipses de Sol de 1900 y 1905
La Real Academia de Ciencias y Artes de Barcelona le encargó la organización de una misión en Elche para estudiar el eclipse de Sol del 28 de mayo de 1900. Fue un impulsor de la fotografía y el cine aplicadas a la Astronomía. Aprovechando el eclipse de Sol de 1905 una misión del Observatorio Fabra se desplazó hasta Vinaroz (Castellón) para observar el fenómeno. Comas se sirvió de un cinematógrafo Gaumont y adaptándole el prisma del espectrógrafo, registró en cine, por primera vez en el mundo, el espectro de la cromosfera solar.
Determinó el diámetro de Mercurio observando su tránsito por delante del Sol de 1907 y 1909.

## Observación de Júpiter y Saturno
A principios del siglo XX, centró su atención en el planeta Júpiter, sus numerosas observaciones planetarias le permitieron descubrir la interacción entre la Banda Templada Sur (STB) y la Gran Mancha Roja (RS). Observando sus satélites, llegó a resolver sus discos y detectar detalles de albedo en los mismos, detectando una zona más clara en Ganímedes, que interpretó erróneamente como un casquete polar.
Respecto a Saturno, las observaciones de este planeta fueron continuadas por Comas y Solá desde 1890 hasta 1937. Entre los resultados más importantes podemos citar su teoría de las variaciones luminosas del anillo en función de la diferencia de azimutes, con relación a su plano, del Sol y de la Tierra; el descubrimiento del periodo de rotación de la mancha blanca de Barnard (1902), y la rotación diferencial (el ecuador gira más rápido que el polo) de la atmósfera de Saturno (1903).

## La atmósfera de Titán
Mención aparte son las observaciones en 1907 de Titán, que demostraron la existencia de atmósfera en este satélite. Comas Solá pudo observar una propiedad de las atmósferas planetarias denominada "limb darkening" (oscurecimiento del limbo). La luz difundida y reflejada por el limbo atraviesa un camino más largo a través de la atmósfera, siendo así más atenuada que la radiación difundida por el resto del disco. El efecto de limb darkening de Titán y por lo tanto la existencia de una atmósfera en el mayor satélite de Saturno, solo pudo ser confirmado en 1944 por Gerard Kuiper, quien lo corroboró espectroscópicamente al encontrar metano.
Estos trabajos fueron publicados en la prestigiosa revista Astronomische Nachrichten. 179 (4290). p. 289-290. (1908).
Comas observó y fotografió con regularidad el retorno del cometa Halley el año 1910, estudiando su actividad, cambios de su estructura de las colas y erupciones gaseosas.
Después de analizar las direcciones y el radiante de los meteoros de la lluvia del 9 de octubre de 1915, dedujo que estos procedían del cometa Giacobini-Zinner, recibiendo la lluvia el nombre de Giacobínidas.

## Los asteroides
| Asteroides descubiertos: 11 | Asteroides descubiertos: 11 |
| --------------------------- | --------------------------- |
| (804) Hispania              | 20 de marzo de 1915         |
| (925) Alphonsina            | 13 de enero de 1920         |
| (945) Barcelona             | 3 de febrero de 1921        |
| (986) Amelia                | 19 de octubre de 1922       |
| (1102) Pepita               | 5 de noviembre de 1928      |
| (1117) Reginita             | 24 de mayo de 1927          |
| (1136) Mercedes             | 30 de octubre de 1929       |
| (1188) Gothlandia           | 30 de septiembre de 1930    |
| (1626) Sadeya               | 10 de enero de 1927         |
| (1655) Comas Solá           | 28 de noviembre de 1929     |
| (1708) Polit                | 1 de diciembre de 1929      |

También destacó por sus estudios de los asteroides, ideando un procedimiento fotográfico para reconocerlos, descubriendo así once de ellos, el primero en 1920 que son: (804) Hispania, (925) Alphonsina en honor a Alfonso X el Sabio, (945) Barcelona asteroide peculiar por su gran inclinación del plano de la órbita, (986) Amelia dedicado a su segunda esposa, Amelia Sala, (1102) Pepita, (1117) Reginita, (1136) Mercedes, (1188) Gothlandia, (1626) Sadeya, (1655) Comas Solá y (1708) Polit.
También desarrolló un nuevo método por el cálculo de las órbitas de estos astros. Pudo aportar los elemento orbitales (que determinan con exactitud la órbita del asteroide) para 8 de los astros. Los otros 3 no pudieron ser redescubiertos hasta más tarde, 1927AA fue observado en 1960 por el observatorio de Cincinnati y renombrado posteriormente SADEYA, quedando dos sin nombre, (A1929SHA y 1929WG) al morir Comas antes de que pudieran ser reencontrados.
Comas reencontró a (193) Ambrosia (del que no se tenían noticias desde su descubrimiento, 37 años antes) y (629) Bernardina y aportó muchas medidas que permitieron determinar con exactitud las órbitas de otros asteroides.
Actualmente no descubre un asteroide quien primero lo observa, sino quien más observaciones aporta para la determinación exacta de su órbita (para poder permitir su seguimiento y estudio). Los asteroides con órbita conocida reciben un ordinal secuencial y el nombre que les da su descubridor; a principios de siglo se nombraban con nombres de mujer. Los asteroides sin órbita totalmente confirmada se designan con el año de su descubrimiento y dos letras que hacen de ordinales.

## Cometa periódico 32P/Comas Solà
Se le deben igualmente estudios sobre los cometas, descubriendo en 1925 casi simultáneamente con el astrónomo Schain, el denominado Schain-Comas Solá (C/1925 F) de órbita hiperbólica, pasando por el perihelio el 6 de septiembre de 1925; y en 1926 un segundo cometa: El 4 de noviembre de 1926 Comas encontró un cometa periódico y que con una órbita elíptica se acerca a la Tierra cada 8,83 años. Llamado inicialmente 1927f (el sexto cometa encontrado aquel año) recibió el nombre de su descubridor una vez confirmada su órbita.
Las órbitas que siguen estos astros dentro nuestro sistema solar están definidas por una serie de parámetros llamados elementos orbitales. Con estos parámetros y algoritmos adecuados, se puede determinar la posición del astro en cualquiera momento del pasado o del futuro (efemérides astronómicas).

## Astrometría y estrellas dobles
En la vertiente fotográfica, Comas preparó un atlas de 43 fotografías de campo amplio titulado Atlas Fotográfico de la Zona Eclíptica, considerado el primer atlas fotográfico de esta zona del cielo; también practicó la fotografía estereoscópica desarrollando técnicas que le permitieran obtener astrometría (medidas de la posición de los astros) de gran precisión y descubrir un par de estrellas variables, entre los que hay que destacar una variable de tipo cefeida en la constelación de Libra y otra en Orión. Realizó mediciones micrométricas de unas 200 estrellas dobles y descubrió la estrella doble SOL 1.
En el campo de la sismología se le debe una estadística sismológica completa, resultado de sus observaciones efectuadas en el Observatorio Fabra y en una estación sismológica propia desde 1913, así como una porción de estudios y trabajos, entre los cuales hacemos mención del "Cálculo de las profundidad hipocentral de los terremotos", procedimiento ideado por él para determinar esta profundidad valiéndose simplemente de los datos de un solo sismograma y eliminando así, las inevitables discrepancias horarias que tanto influyen en los métodos del hodógrafo.

## Aportaciones originales
En la edición de 1933 de su obra 'Astronomía', Labor, pág 197, afirma Josep Comas i Solá: 'El autor de este libro cree haber probado que la interpretación de la velocidad radial por el desplazamiento del espectro hacia el rojo es errónea, y que este desplazamiento se debe no precisamente a una velocidad radial, sino a la disminución de frecuencia ondulatoria de las radiaciones procedentes de aquellas remotísimas nebulosas, a consecuencia, cuando menos, de los choques mutuos de unos rayos con otros ocurridos durante tan formidable viaje, choques que darían por resultado la expulsión de fotones o elementos de radiación, con la consiguiente disminución de frecuencia ondulatoria. De ahí, para esas lejanísimas nebulosas, el desplazamiento hacia el rojo, desplazamiento que, de acuerdo con la teoría, sería sensiblemente proporcional a la distancia, y, por consiguiente, inapreciable para astros relativamente próximos'. Se trata de un fenómeno semejante al publicado en 1934 en: Physical Review, por G Breit y J A Wheeler y que se conoce como 'Proceso Breit-Wheeler'. El concepto se asemeja a lo que se llamó Luz cansada, 'Tired light'.
Propone también (Pag 92 op.cit.), que la gran emisión de luz de las estrellas: 'Nova', se debe al calentamiento rápido de una gran masa de gases puestos en contacto con una estrella ya existente, por ejemplo, al entrar una estrella en una nube de gas nebuloso, en el curso de la órbita de la estrella.

## Su papel en la sociedad
Fue director del Observatorio Fabra desde su creación el año 1904 hasta su fallecimiento en 1937, cuando fue sustituido por Isidro Pólit. 
Fundó en 1911 la Sociedad Astronómica de España (posteriormente llamada Sociedad Astronómica de España y América, Sadeya) con Alberto Carsí, y que fue promovida por Manuel Olió, de la que fue nombrado presidente, cargo que ocupó hasta su fallecimiento. Esta sociedad se creó en claro antagonismo con Salvador Raurich y Eduard Fontserè, los cuales habían creado un año antes (1910) la Sociedad Astronómica de Barcelona, coincidiendo con el paso del Cometa Halley. Los dos científicos llevaron así su rivalidad científica y personal al plan asociativo, pero vale a decir que cuando menos este hecho permitió la extensión y la divulgación de la Astronomía a mucha gente. También fue director del Servicio de Astronomía de la Generalidad y miembro de honor de numerosas Sociedades Astronómicas europeas.

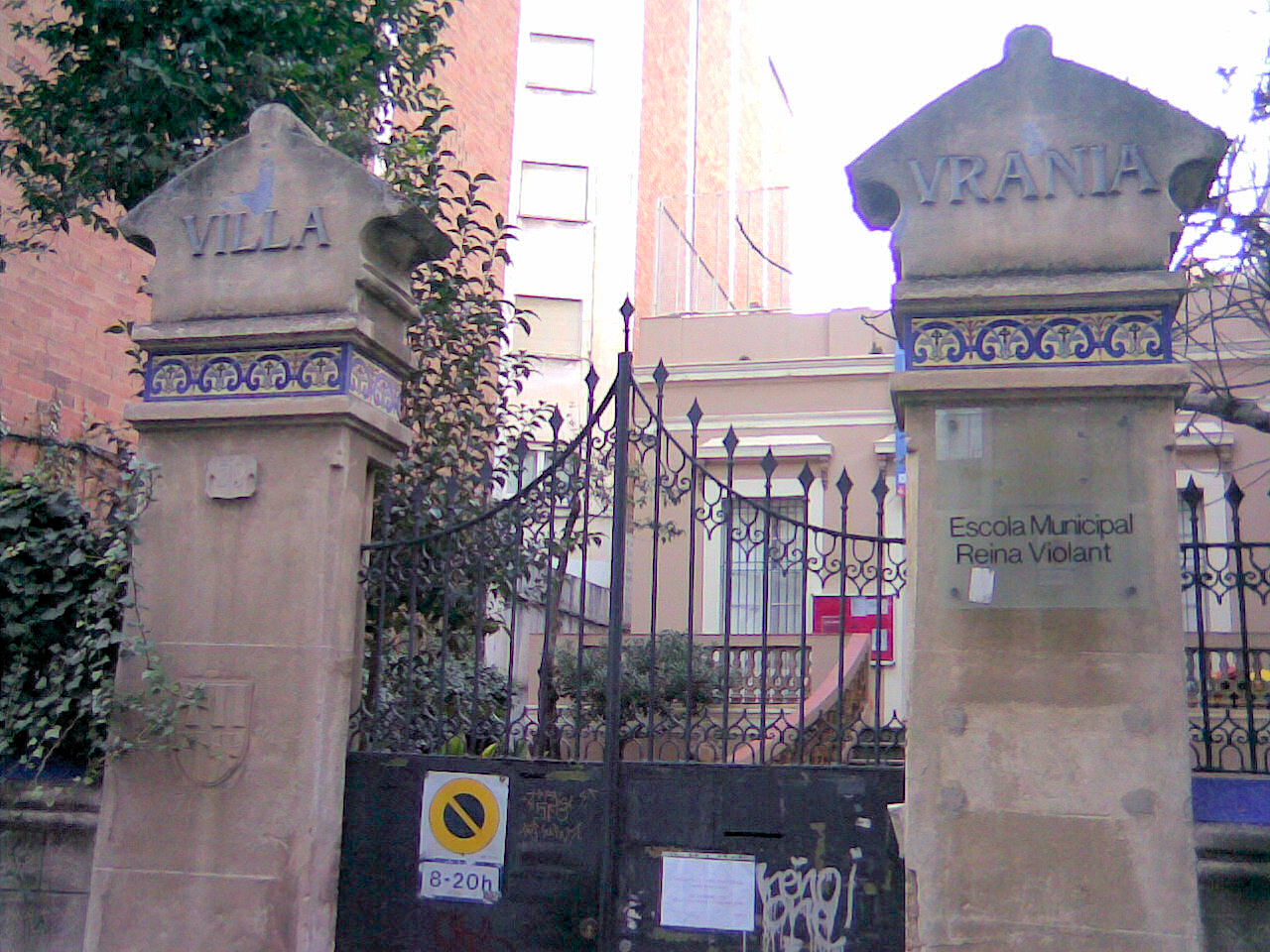
Villa Urania, en 2008.

Muchísimas de sus observaciones fueron efectuadas desde su propio observatorio de "Villa Urania". Al morir el 2 de diciembre de 1937 a causa de una bronconeumonía, legó su casa, Villa Urania, y terrenos y sus valiosos aparatos astronómicos a la ciudad de Barcelona. Por su popularidad, su entierro fue uno de los más multitudinarios vistos nunca en Barcelona. Pero puede que sean las incontables visitas guiadas al Fabra y al observatorio de Villa Urania las que más hicieron por difundir y acercar la astronomía entre los barceloneses.

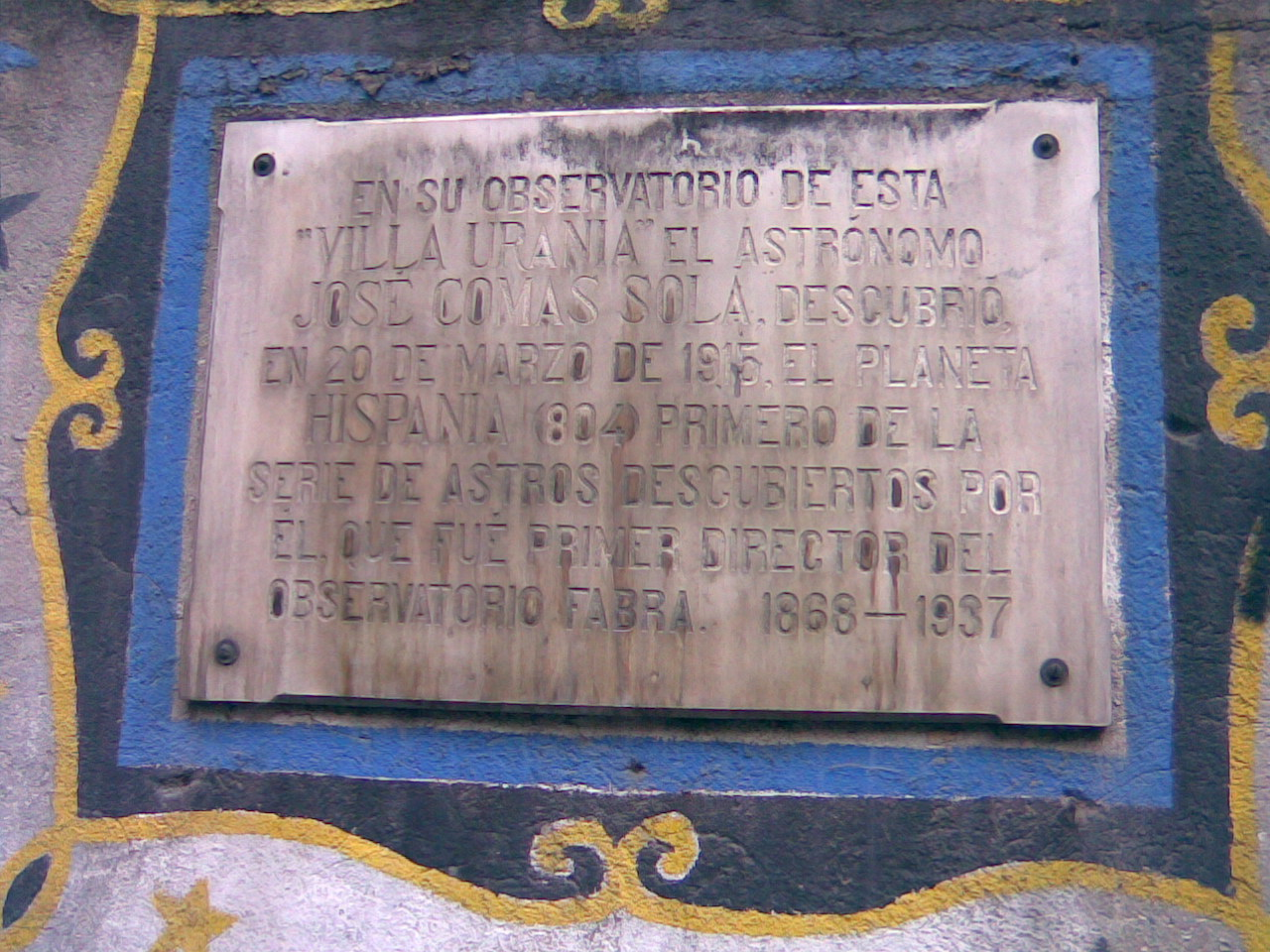
Placa conmemorativa en Villa Urania, en 2008.

También forma parte del legado Comas y Solá la colección completa de los artículos de Comas y Solá publicados por la Real Academia de Ciencias y Artes de Barcelona y donada por Francisco Almor a Aster, Agrupación Astronómica de Barcelona.
De igual manera fue miembro de la Academia de las Naciones, una organización Internacional Presidida por el Dr. Arvid Reuterdahl, y con miembros altamente destacados como Robert T. Browne secretario general y autor del Misterio del Espacio, Hudson Maxim, J. G. A. Goedhart, Sten Lothigius, Stjepan Mohorovicic entre otras eminencias de la época.

## Su papel divulgador
Comas y Solá tuvo una importante faceta de periodista y divulgador científico dejando un enorme caudal de literatura científica y trabajos de divulgación astronómica. En 1893 comienza a escribir una columna quincenal de astronomía en el diario La Vanguardia, actividad que no se interrumpió hasta su muerte en 1937.
Entre sus trabajos de divulgación destacan su obra Astronomía (1935) y se citan frecuentemente sus obras:
El cielo, El Cometa Halley, El espiritismo ante la ciencia (una mirada escéptica a la floreciente moda espiritista de principios de siglo), Teoría elemental de sustentación de los aeroplanos, Ensayos de Filosofía científica, Estadística sismológica de Cataluña y Geografía sismológica de Cataluña mostrando los diferentes campos científicos que interesaban a Comas y Solá. También publicó más de 600 artículos en el diario La Vanguardia.
En memoria de su aportación a la Astronomía el selenógrafo inglés H.P. Wilkins dio su nombre a un cráter de 65 km de diámetro que se encuentra situado al sur de Cordillera Montes, y al oeste del cráter Lagrange; al sudoeste de la cara visible de la Luna, muy próximo al limbo de nuestro satélite En 1973 la Unión Astronómica Internacional (IAU), organismo responsable entre otras cosas de dar los nombres a oficiales a astros y a sus detalles geográficos, reformó el nomenclátor de la Luna perdiendo Comas Solà su cráter para ganar uno en Marte. El cráter Comas Solà de Marte es un cráter de 132 km de diámetro, situado
19° 54′ 0″ S, 158° 30′ 0″ W
Rememorando su figura, el periodista Álvaro Soto realizó el documental radiofónico“Josep Comas Solà, un vigía del espacio” para Radio Nacional de España.  En él intervienen Antoni Roca-Rosell y Pedro Ruiz-Castell (profesores de Historia de la Ciencia) y  el actual director del Observatorio Fabra y catedrático de Física Cuántica y Astrofísica, Jorge Núñez.

## Libros
- El cielo. Novísima astronomía ilustrada (1929) Casa Editorial Seguí
- Astronomía (1932) Calpe, Barcelona. Obra en dos tomos.
- Astronomía (1933), Labor, Barcelona. 3.ª edición.
- Astronomía (1935) Editorial Ramón Sopena, S.A .Edición ilustrada con 298 grabados y 3 mapas.
- Astronomía (1952) Editorial Labor, S.A. ISBN 84-335-5201-5
- Astronomía (1970) Editorial Ramón Sopena, S.A. ISBN 84-303-0169-0
- Astronomía (1973) Editorial Ramón Sopena, S.A. ISBN 84-303-0169-0 (Reedición de la anterior de 1970)
- Astronomía. (Tomo 1) Espasa-Calpe, S.A. ISBN 84-239-6722-0
- Astronomía. (Tomo 2) Espasa-Calpe, S.A. ISBN 84-239-6723-9
- El espiritismo ante la ciencia: estudio crítico sobre la mediumnidad (1986) Alta Fulla Editorial, ISBN 84-86556-10-4
- Josep Comas i Solà, astrònom i divulgador (Ayuntamiento de Barcelona, 2004, ISBN 84-7609-432-9)